# Deruta
Deruta je italská obec v provincii Perugia v oblasti Umbrie. V roce 2022 zde žilo 9 451 obyvatel. Deruta je zařazená na seznamu Nejkrásnějších historických sídel v Itálii.
Místní části: Casalina, Castelleone, Pontenuovo, Ripabianca, San Nicolò di Celle, Sant'Angelo di Cell

## Sousední obce
Bettona, Collazzone, Marsciano, Perugia, Torgiano

## Dějiny
Původ Deruty není jednoznačný, podle italského historika Felice Ciattiho (1592-1642) bylo toto antické město založeno Perugiany, prchajícími po požáru Perugie ve válce z let 41-40 př. n. l. (Bellum Perusinum). Název města  odvozoval z latinského termínu diruo ("zničím"),  Diruta ("zničeno"), téhož názoru byli také historik Cesare Caporali (1531-1601) a humanista Flavio Biondo. Město bylo ochranou Perugie z jihu, směrem k Todi, jak svědčí dochované mohutné opevnění hradu. Četné fragmenty architektury (hlavice sloupů, dekorace, epigrafické památky) se dochovaly v atriu radnice, drobné keramické a kovové nálezy jsou v muzeu, kde je také fragment dekorativní kamenné desky ze 7. století, který dokládá rozkvět raně středověké vesnice.
Roku 1000 římský císař Ota III. udělil germánským šlechticům území v léno, s titulem Nobiles de Deruta. Ve 13. století získala Deruta městská práva (latinská zakládací listina se nedochovala), v roce 1456 byla práva vydána v italštině. Morovým epidemiím druhé poloviny 15. století padla za oběť velká část obyvatel. V roce 1540 se deruta za solné války postavila proti papeži a utrpěla rabováním a zpustošením. Následně pod vládou papežského státu (až do roku 1860) došlo k rozvoji kultury a umění. Architektura byla vyzdobena freskami peruginské školy a město se proslavilo výrobou majoliky po celé Evropě, vyváželo své výrobky až do Středomoří.
Spojenectví s francouzskou vládou vedlo v letech 1798–1800 k jejímu začlenění do čtvrtého kantonu departementu Trasimeno a v letech 1809–1814 pod Napoleonovou císařskou vládu.
Město leží blízko poutní cesty sv. Františka ze Říma do Assisi, a proto v něm bylo od středověku postaveno a udržováno 15 kostelů, kaplí a zastavení. Díky nim profituje ekonomika Deruty především z turistického ruchu. 

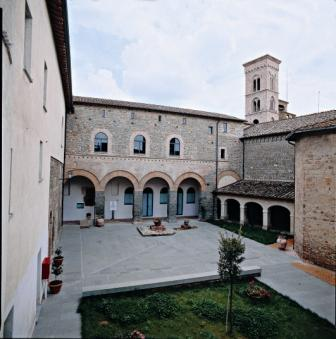
Klášter sv. Františka - muzeum

## Vývoj počtu obyvatel

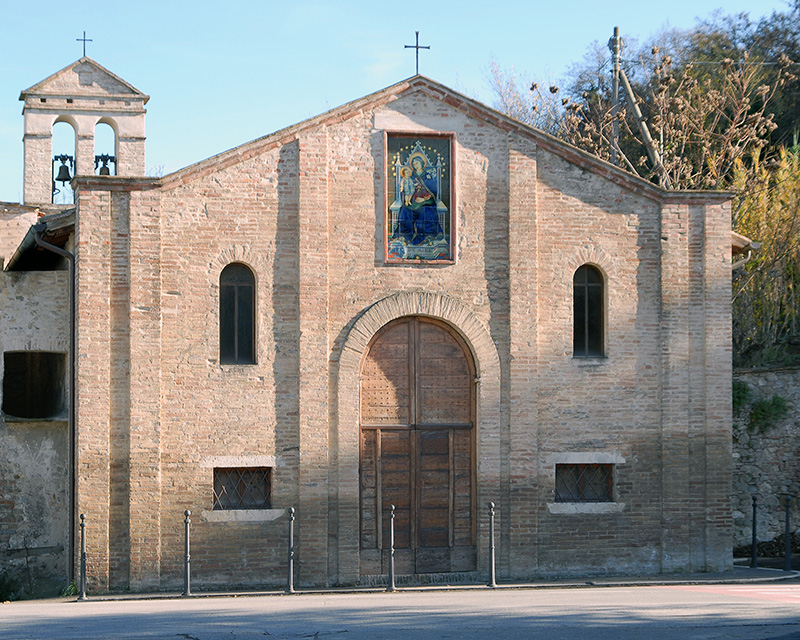
Kostel Madonny delle piagge s majolikovým obrazem

Zdroj: 

## Hlavní památky
- Klášter s kostelem sv. Františka z Assisi, renesanční fresky od Pietra Perugina, v Růžencové kapli majolikový oltář z roku 1890; klášter nyní Muzeum derutské keramiky (Museo regionale della ceramica); kromě stolního a nápojového nádobí z majoliky s pestrobarevnou štětcovou malbou jsou typické keramické obkladačky, oltáře i podlahové dlaždice, a také režná terakota, například figurky betlémů. Oproti výrobkům z Faenzy nebo Urbina mívá malba často rustikální (lidovou) úroveň
- Kostel sv. Antonína opata, fresky Bartolomeo Caporali, Giovanni Battista Caporali
- Santuario della Madonna del Bagno - poutní chrám Panny Marie v místní části Casalina, sbírka 700 majolikových tabulek ex voto.
- Santuario della Madonna delle Piagge - chrám s majolikovým obrazem madony v průčelí
- Kostel Sant'Angelo, mozaiková podlaha přenesena z kostela sv. Františka
- Kostel sv. Anny
- Brány městského opevnění: Porta Sant'Angelo, Porta Tuderte, Porta Perugina
- Galerie starého umění Pinacoteca comunale (obrazy, keramika)

## Slavnost
Svatými patrony města jsou sv. Kateřina Alexandrijská (svátek 25. listopadu) a svatý papež Simplicius, jehož svátek připadá na 10. březen. 

## Keramika z Deruty

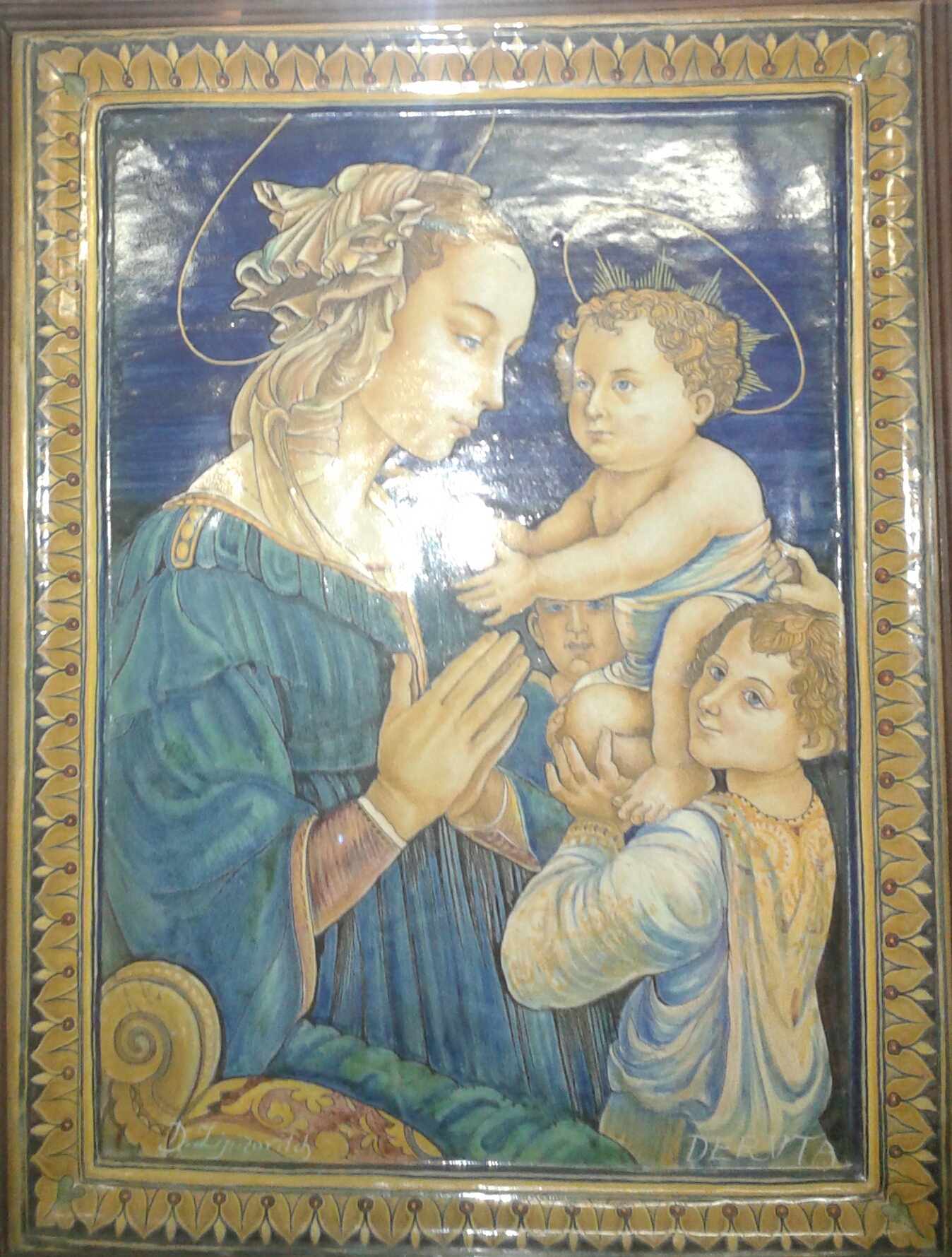
Majoliková madona podle Filippa Lippi
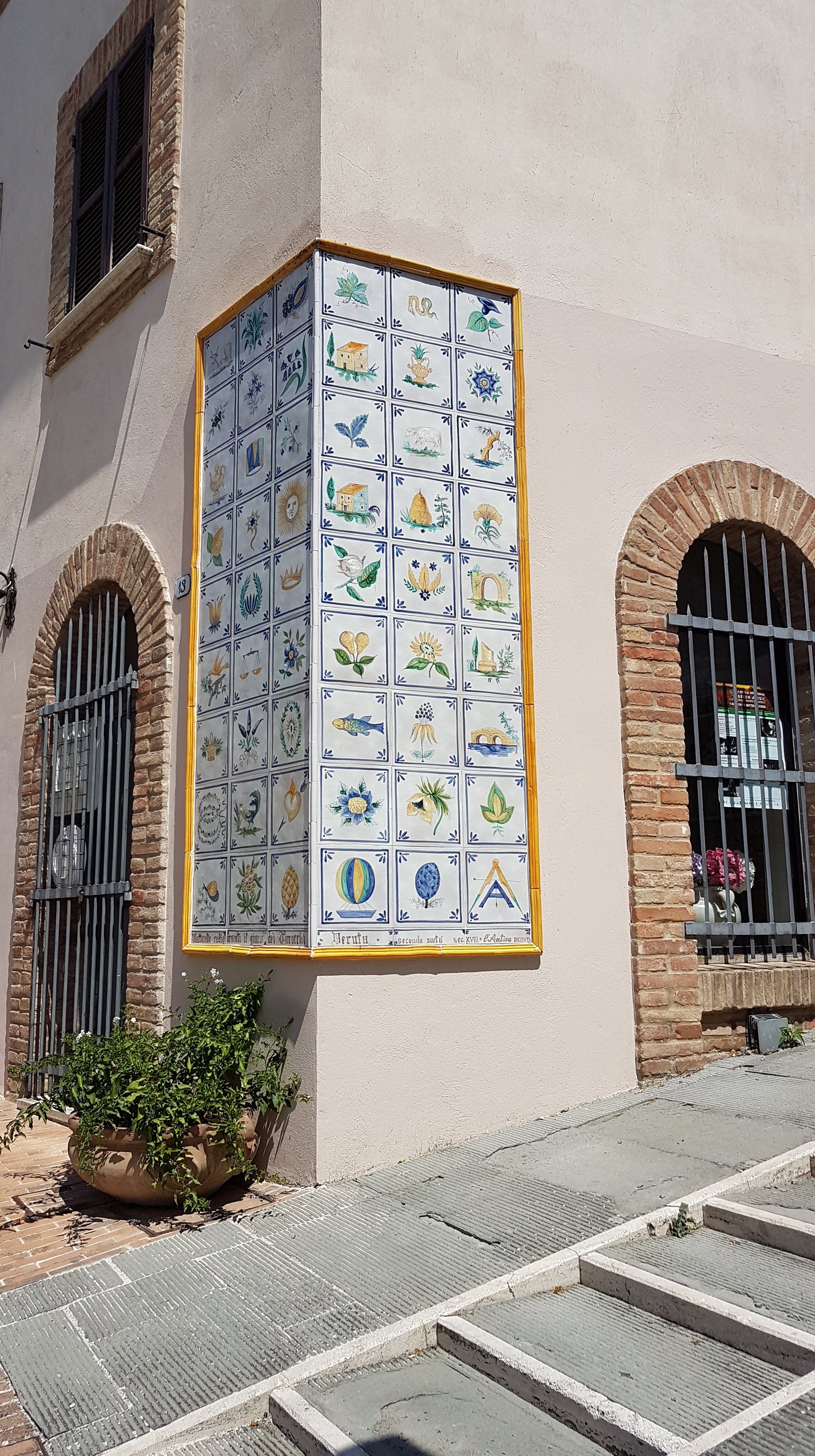
Keramické obkladačky
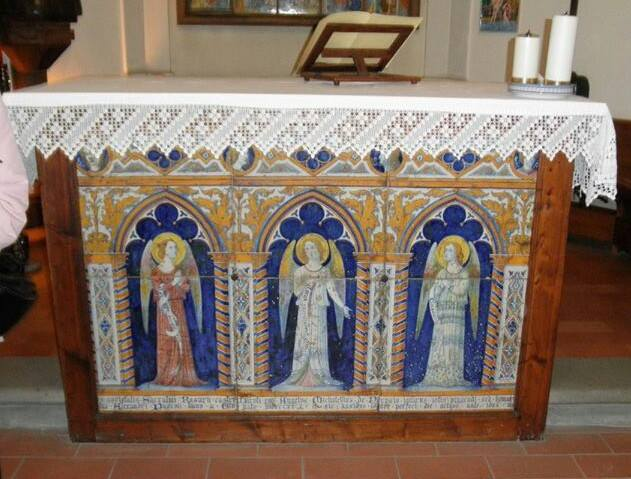
Majolikový oltář v Růžencové kapli (1890)
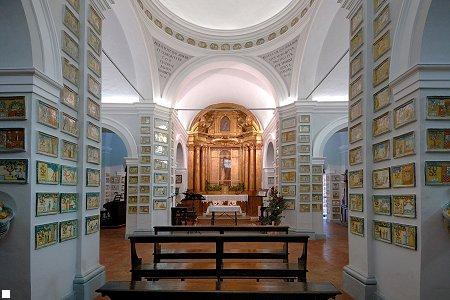
Tabulky v kostele Madonna-del Bagno
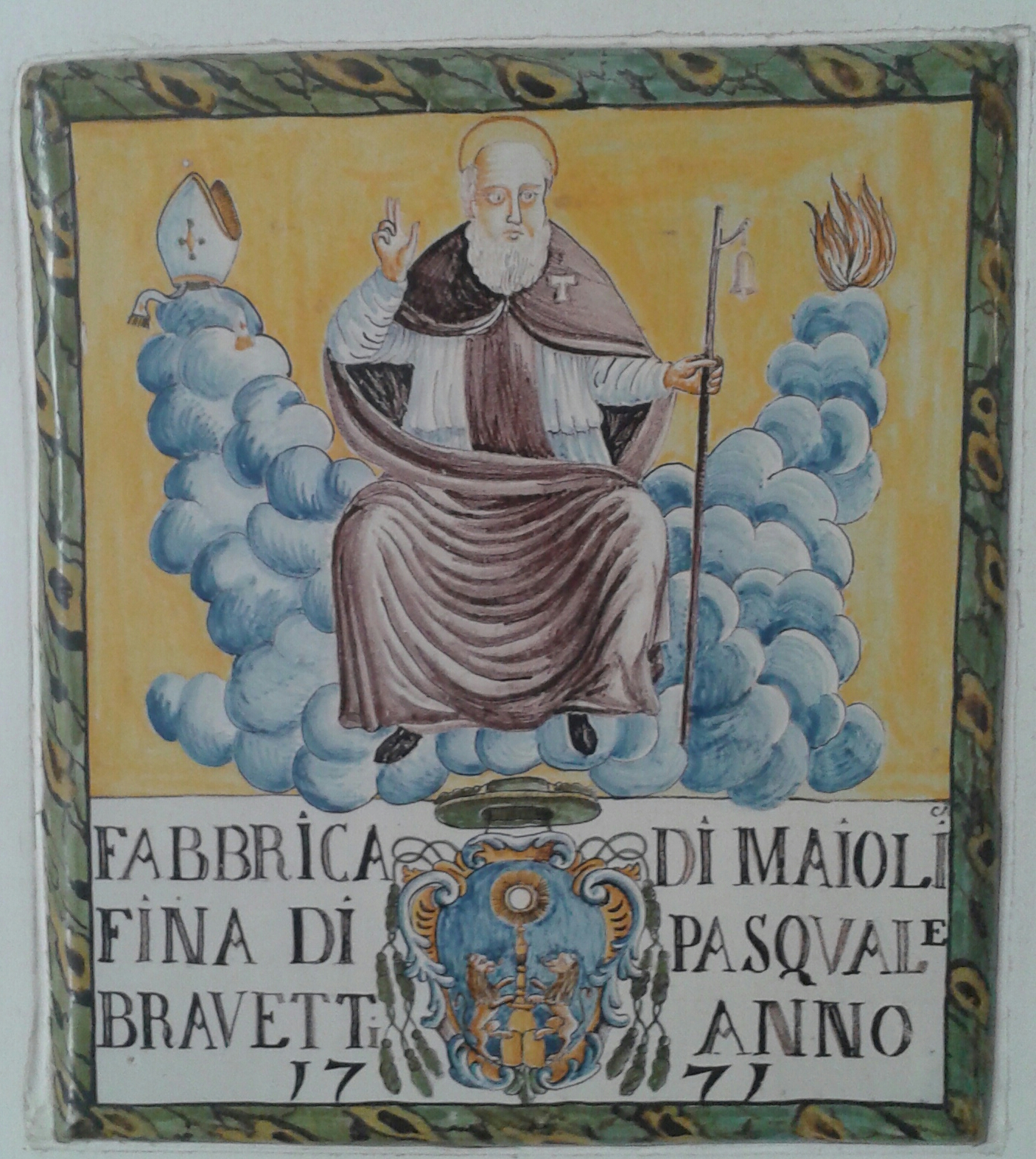
Tabulka se sv. Antonínem opatem (1771)
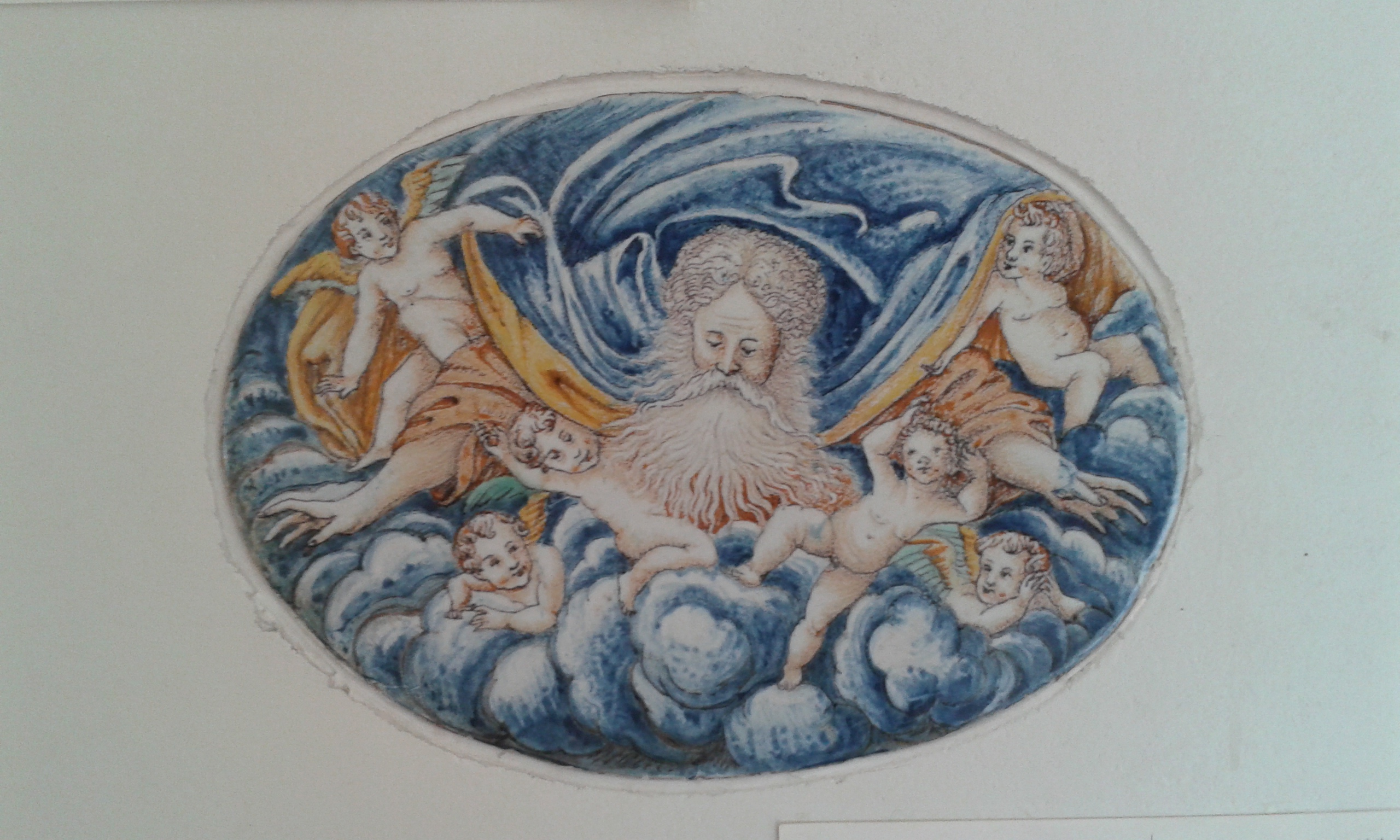
Bůh Otec mezi anděly
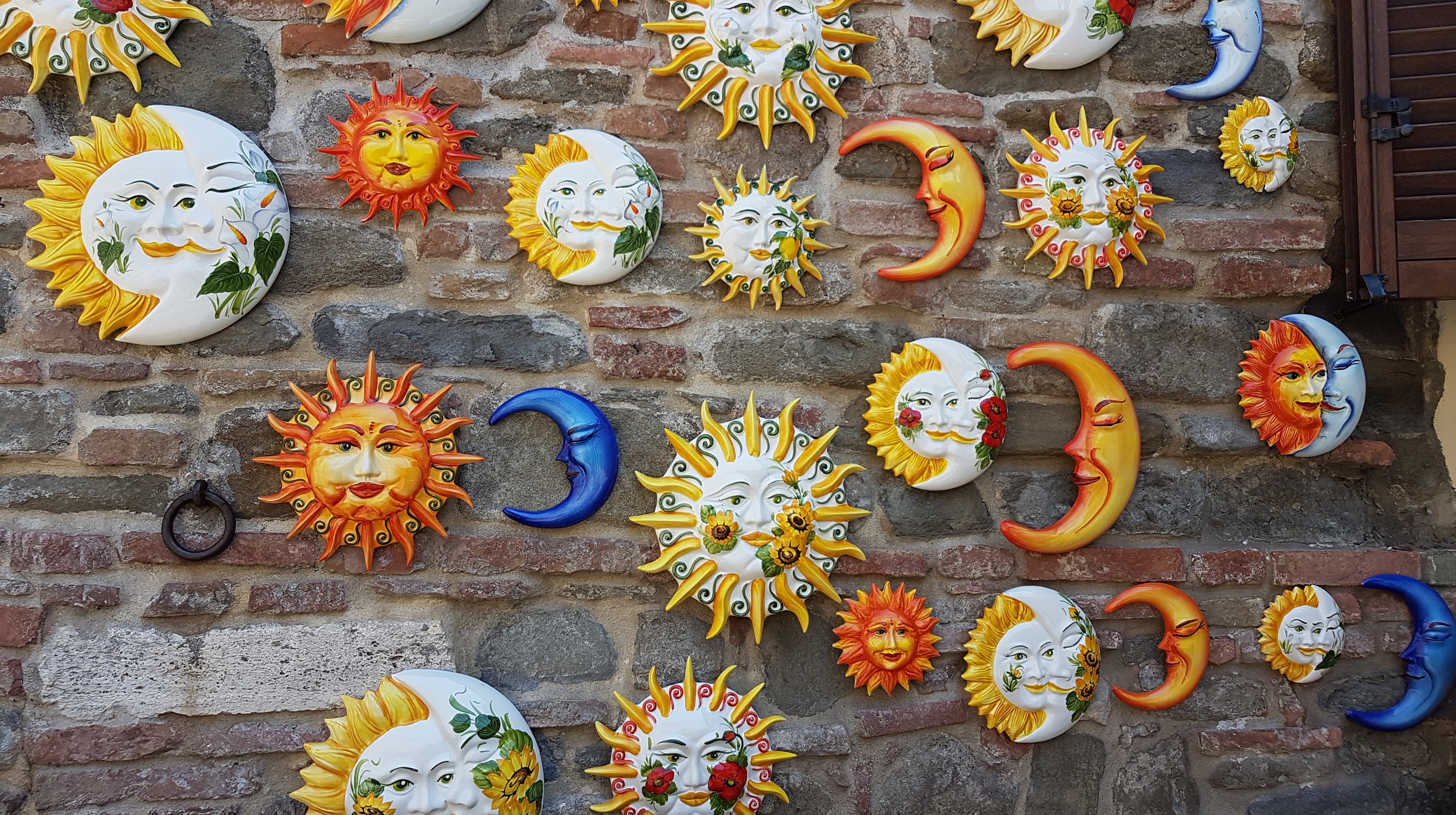
Současná keramika